# مرابطي (عملة)
المرابطيّ (بالإسبانية: Maravedí)‏ هو اسم أطلق على عدة عملات معدنية كانت متداولة في شبه الجزيرة الإيبيرية بين القرنين الحادي عشر والرابع عشر الميلاديين. كان يُسك أولًا من الذهب، ثم صار فيما بعد من الفضة. اشتق الاسم من الدينار المرابطي الذهبي الذي كان يسك في الأندلس إبان حكم دولة المرابطين.

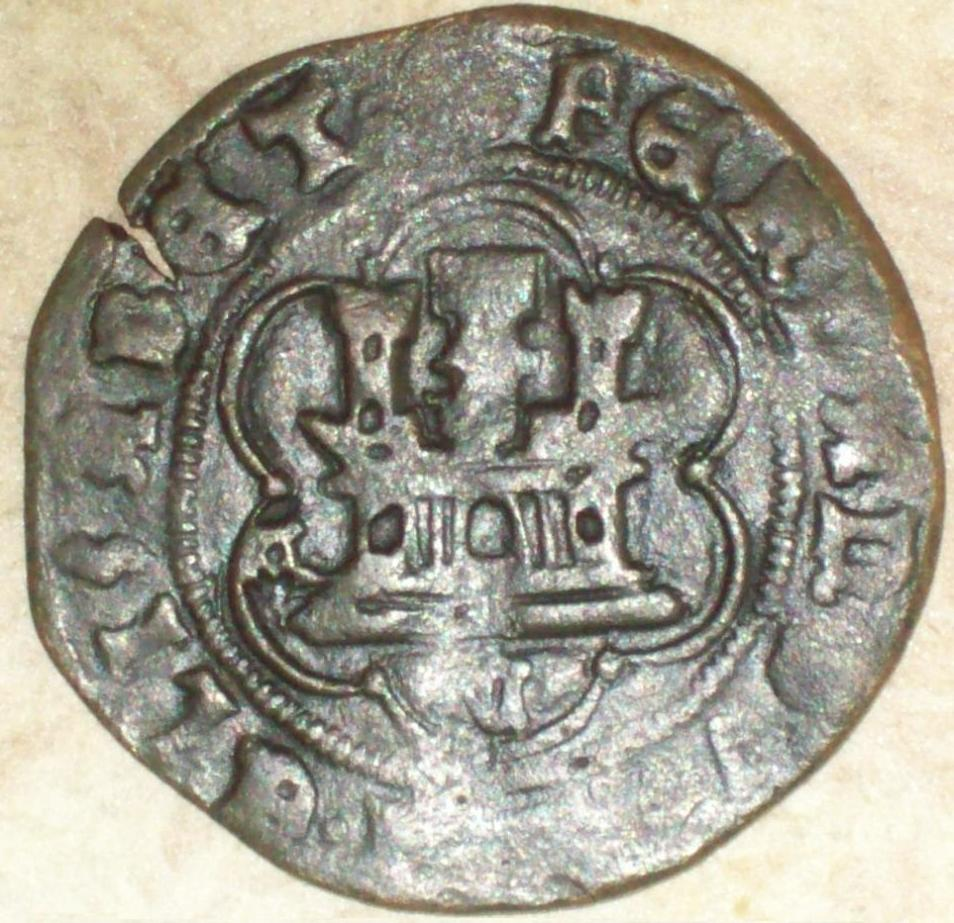
عملة معدنية من فئة 4 مرابطي ضُربت في قونكة في عهد الملكين الكاثوليكيين